# チーム・ディストラクション
チーム・ディストラクションは、プロレスラー諏訪魔と近藤修司により結成されたユニット。

## 概要
2008年9月、全日本プロレスジュニアの至宝、世界ジュニアヘビー級王座が丸藤正道によって流出したのをきっかけに、近藤修司が全日本に入団。それを受け、年末の世界最強タッグ決定リーグ戦に諏訪魔・近藤組で出場。それから諏訪魔と近藤によるタッグは継続していった。2012年現在、全日本プロレスに存在するユニットでは最古だが、諏訪魔、近藤とも、そもそも階級が違うこともあり、ほかの選手ともタッグを組むことが多く、ユニットとして正常に機能するのは2011年11月、征矢匠が加入しての最強タッグを待つことになる。しかし、匠の現役引退と、諏訪魔とジョー・ドーリングのタッグ結成により、ユニットは自然的にフェードアウトした。

## メンバー
- 諏訪魔
- 近藤修司

共闘レスラー
- カズ・ハヤシ（246ディストラクションとなる）

## 元メンバー
- 征矢匠 - 2011年11月～2012年5月（引退）

## チームメンバーの戦績
プロレスリング・ノア
- GHCジュニアヘビー級王座：第25代王者（近藤修司）

全日本プロレス
- 三冠ヘビー級王座：第37代・第43代・第46代王者（諏訪魔）
- ジュニアヘビー級リーグ戦：2009年優勝（近藤修司）
- ジュニア・タッグリーグ戦：2012年優勝（チーム246として、カズ・ハヤシ&近藤修司）

プロレス大賞
- 年間最高試合賞：2008年の受賞者（近藤修司）
- 殊勲賞：2010年の受賞者（諏訪魔）